# Halodiplosis ceratoidis
Halodiplosis ceratoidis är en tvåvingeart som beskrevs av Fedotova 1994. Halodiplosis ceratoidis ingår i släktet Halodiplosis och familjen gallmyggor.
Artens utbredningsområde är Kazakstan. Inga underarter finns listade i Catalogue of Life.